# Kassai járás
A Kassai járás a Magyar Királyság, Abaúj-Torna vármegye közigazgatási egysége volt. 1913-ban lakosainak száma 29967 volt, székhelye a megyeszékhely és törvényhatósági jogú város, Kassa (Košice).

## Községei
- Abaszéplak
- Abaújharaszti
- Abaújszakaly
- Abaújszina
- Alsóolcsvár
- Alsótőkés
- Apátka
- Aranyida
- Bárca
- Baska
- Benyék
- Bernátfalva
- Beszter
- Bocsárd
- Bölzse
- Búzafalva
- Buzinka
- Csontosfalva
- Enyicke
- Felsőolcsvár
- Felsőtőkés
- Hatkóc
- Hernádgecse
- Hernádszurdok
- Hernádtihany
- Hidasnémeti
- Hilyó
- Idabukóc
- Izdoba
- Kassabéla
- Kassahámor
- Kassamindszent
- Kassaújfalu
- Kenyhec
- Királynépe
- Kisida
- Koksóbaksa
- Lengyelfalva
- Migléc
- Miszlóka
- Nagyida
- Pólyi
- Rás
- Rozgony
- Saca
- Semse
- Szentlőrincke
- Széplakapáti
- Szilvásapáti
- Tarcavajkóc
- Tornyosnémeti
- Zsebes